# Argentina stewarti
Argentina stewarti es un pez marino actinopterigio.

## Morfología
Es de cuerpo alargado, suele llegar a medir 16,6 cm como máximo.

## Distribución y hábitat
Habita en Océano Atlántico Occidental; desde Nicaragua y Puerto Rico hasta Dominica y las Antillas. Suele encontrarse a unos 366-567 metros en el fondo marino.